# John William Heslop-Harrison
John William Heslop-Harrison (1881-1967), est professeur de botanique au King's College, Université de Durham (aujourd'hui Université de Newcastle). Il se spécialise dans la génétique des papillons de nuit, mais il est surtout connu pour une prétendue fraude scientifique.

## Jeunesse et éducation
John William Heslop-Harrison est né à Birtley le 22 janvier 1881, fils de George Heslop-Harrison, modéliste chez Birtley Iron Works. Il effectue ses études à la Bede College School de Durham puis à la Rutherford School for Boys de Newcastle upon Tyne. Sa mère est une passionnée de jardinage, et d'autres influences — telles que son oncle, le révérend JE Hull, et son voisin, Charles Robson, — l'amènent à s'intéresser très tôt à la botanique et à l'histoire naturelle.
Il étudie ensuite au Durham College of Science, obtenant un baccalauréat ès sciences en 1903. Il poursuit ses études de troisième cycle à l'Université de Newcastle, obtenant une maîtrise en sciences en 1916 et un doctorat (DSc) en 1917.
En 1921, il est élu Fellow de la Royal Society of Edinburgh avec comme proposants James Hartley Ashworth, Sir Thomas Hudson Beare, Percy Hall Grimshaw et James Ritchie. Il est vice-président de la Société de 1945 à 1948. Il est élu membre de la Royal Society en 1928.
John William Heslop-Harrison meurt à Birtley, Tyne et Wear le 23 janvier 1967 à l’âge de 86 ans.

## Carrière
De 1903 à 1905, il est maître d'école à Gateshead puis jusqu'en 1917 à Middlesbrough.
En 1917, il commence à donner des cours de génétique et de botanique à l'Université de Newcastle et reçoit un poste de professeur en 1927, y restant jusqu'à sa retraite en 1946.
En 1948, il est accusé par John Raven, un tuteur de classiques de l'Université de Cambridge, d'avoir fait de fausses déclarations selon lesquelles il aurait découvert certaines espèces de plantes sur l'île de Rùm sur la côte ouest de l'Écosse. La présence ou non de telles herbes sur Rùm est essentielle à une théorie selon laquelle les îles ont échappé à la dernière période glaciaire. L'allégation de fraude est décrite — et sa véracité confirmée — dans le livre de Karl Sabbagh de 1999, A Rum Affair. En 2008, de nouvelles preuves des faux commis par Heslop-Harrison émergent,,.
Heslop-Harrison est décrit comme un solitaire qui évitait autant que possible tout contact avec d'autres professionnels et menait la plupart de ses expériences chez lui à Birtley, Tyne and Wear. Il est un partisan de l'évolution lamarckienne à partir de ses expériences avec des papillons de nuit et des tenthrèdes. Selon le chercheur Michael A. Salmon « Heslop Harrison a affirmé avoir la preuve expérimentale que les changements physiques dans la vie d'un papillon de nuit ou d'une mouche à scie pouvaient être transmis à sa progéniture, selon la théorie de Lamarck. Par exemple, Heslop-Harrison pense que le mélanisme résulte de l'effet de la pollution sur des papillons de nuit individuels qui altéraient d'une manière ou d'une autre leurs gènes. Lorsque d'autres tentent de répéter son expérience, cependant, ils semblent toujours arriver à des résultats différents » .
Dans les années 1920, Heslop-Harrison mène des expériences sur la teigne poivrée, affirmant avoir des preuves de l'hérédité des caractéristiques acquises. D'autres scientifiques n'ont pas réussi à reproduire ses résultats,. Ses expériences sont critiquées par JBS Haldane.

## Famille
En 1906, il épouse Christiane Watson Henderson. Leur fils aîné, George Heslop-Harrison (en), s'est également fait connaître en tant qu'entomologiste.
Le quatrième fils de Heslop-Harrison, Jack Heslop-Harrison, devient directeur des Jardins botaniques royaux de Kew en 1970. Sa fille Helena épouse le botaniste William Andrew Clark .